# Моландер, Хельга
Хельга Моландер (нем. Helga Molander, настоящее имя Рут Вернер; 19 марта 1896, Кёнигсхютте — 1986) — немецкая актриса

.

## Биография
Родилась в еврейской семье. Начала артистическую карьеру в 1918 году в берлинском театре «Трианон». В 1920-е годы снялась в нескольких немых фильмах. Получила главные роли у берлинского кинопродюсера Макса Гласса, выступившего режиссёром в фильмах «Человек в железной маске» и «Боб и Мэри». Оказалась в безвестности ещё до начала эры звукового кино. Находясь в эмиграции во Франции, вновь встретилась с Максом Глассом и уехала за ним в Бразилию и затем в США. В 1957 году вышла замуж за Гласса.
Хельга Моландер — мать психолога Ганса Юргена Айзенка.

## Фильмография
| - 1918: Im Zeichen der Schuld - 1919: Der Weg der Grete Lessen - 1919: Die Rache ist mein - 1919: Verrat und Sühne - 1919: Не такой как все — Anders als die Andern - 1920: Die Spieler - 1920: Der Ruf aus dem Jenseits - 1920: Weltbrand - 1921: Amor am Steuer - 1921: Sappho - 1921: Opfer der Liebe - 1922: Die Asphaltrose | - 1922: Die sündige Vestalin - 1922: Der alte Gospodar - 1923: Боб и Мэри — Bob und Mary - 1923: Человек в железной маске — Der Mann mit der eisernen Maske - 1925: Wenn Du eine Tante hast - 1925: Der Mann, der sich verkauft - 1925: Die drei Portiermädel - 1926: Die drei Mannequins - 1926: Der Mann ohne Schlaf - 1927: Die Tragödie eines Verlorenen - 1928: Королева Луиза Königin Luise - 1928: Die Sache mit Schorrsiegel |